# 気仙沼市図書館
気仙沼市図書館（けせんぬましとしょかん）は、宮城県気仙沼市にある公共図書館である。現在の気仙沼図書館は東北建築賞を受賞した。

## 概要
気仙沼湾を臨む高台にある気仙沼図書館、唐桑分館、本吉図書館の３館がある。 2006年に唐桑町と合併、2009年に本吉町を編入した経緯から3館となっている。

## 歴史・現建物
詳細な歴史は外部リンクの「気仙沼市の図書館100年の歩み」を参照
2011年（平成23年）に発生した東日本大震災で当時の気仙沼図書館は損傷を受けた。現在の館は岡田新一設計事務所によって設計され、2018年3月に開館した。鉄筋コンクリート造の3階建で、児童センターやカフェを併設し、西側に気仙沼中学校、北側に気仙沼小学校が連続する。かつての記憶を様変わりさせないため、港から遠望できた桜の樹林越しシルエット、玄関の向き、2階へ上がる階段の見え方、書架の間から桜が見える景色などもほぼ旧館を再現した。市民・地元企業との共創が意図された什器類や、各コーナーにおける光・視環境の工夫など、多世代向けのデザイン、バリアフリー・ユニバーサルデザインが評価され、日本建築学会東北支部から第39回東北建築賞作品賞を受賞した。同館の建設にあたってインドネシアのユドヨノ前大統領による災害復興資金200万ドルが充てられ、館内の1階の児童図書エリアは「ユドヨノ友好こども館」と命名された。

### 歴代気仙沼館長
- 菅野青願（8代目）- 大気新聞社記者を経て、図書館に入職。1953年から三陸新報コラム欄「萬有流転」を34年間連載
- 荒木英夫（9代目）- 『気仙沼文化史年表』編者
- 千田基嗣（19代目）- 詩誌『霧笛』同人

### 歴代本吉図書館長
- 吉田睦美 - 『気仙沼市図書館の震災後10年:「つながる図書館」を目指して』著者

## 施設利用・サービス
開館時間
- 火-金：9:00-19:00（唐桑分館は10:00-18:00）。
- 土-日：9:00-17:00。

休館日
- 月曜日（祝日の場合はその翌日も）、祝日、第4木曜日、年末年始（12月29日-1月3日）、特別整理期間。

## 放送大学「視聴学習室」
- 放送大学宮城学習センター「気仙沼視聴学習室」